# Kapelluhraun
Kapelluhraun är ett lavafält i republiken Island.   Det ligger i regionen Höfuðborgarsvæði, i den sydvästra delen av landet, 12 km söder om huvudstaden Reykjavík.